# ماري إليزابيث وود
ماري إليزابيث وود (بالإنجليزية: Mary Elizabeth Wood)‏ هي أمينة مكتبة أمريكية، ولدت في 22 أغسطس 1861 في إلبا في الولايات المتحدة، وتوفيت في 1 مايو 1931 في Wuchang, Wuhan ‏ في الصين.

## وصلات خارجية
- ماري إليزابيث وود على موقع الموسوعة البريطانية (الإنجليزية)